# NGC 1736
NGC 1736 је емисиона маглина у сазвежђу Златна риба која се налази на NGC листи објеката дубоког неба.
Деклинација објекта је - 68° 3' 12" а ректасцензија 4h 53m 1,6s. Привидна величина (магнитуда) објекта NGC 1736 износи 10,8. NGC 1736 је још познат и под ознакама ESO 56-EN16.